# Parti des socialistes de Galice-PSOE
Le Parti des socialistes de Galice-PSOE (en galicien : Partido dos Socialistas de Galicia-PSOE, PSdeG-PSOE) est la fédération territoriale du Parti socialiste ouvrier espagnol (PSOE) en Galice.

## Historique

### Années 1980: trois ans de pouvoir
Lors des premières élections régionales du 20 octobre 1981, le PSdeG-PSOE se situe en troisième position des forces politiques régionales, derrière l'Alliance populaire de Galice (APdeG) et l'Union du centre démocratique (UCD). Du fait de la disparition de l'UCD, les socialistes se hissent en deuxième place lors des élections du 24 novembre 1985.
Au mois de septembre 1987, le PSdeG s'associe à deux autres formations politiques régionalistes, fait approuver une motion de censure et investir son candidat, Fernando González Laxe. Celui-ci devient président de la fédération en mai 1988.

### Années 1990: traversée du désert
Le scrutin du 17 décembre 1989 permet aux socialistes d'obtenir leur record en sièges, mais le Parti populaire de Galice (PPdeG) remporte la majorité absolue au Parlement. Les élections du 17 octobre 1993 sont marqués par une très fort recul du PSdeG-PSOE, qui perd neuf points et neuf sièges.
La descente s'accentue lors des élections du 19 octobre 1997 : les socialistes réalisent le plus mauvais résultat de leur histoire et repassent en troisième position, derrière le Bloc nationaliste galicien (BNG) qui les devance de 85 000 suffrages.

### Années 2000: un bref retour au pouvoir
À l'occasion des élections du 21 octobre 2001, la situation se redresse puisque le PSdeG-PSOE, bien que toujours troisième, égale le BNG en nombre de sièges et ne se fait distancer que de 12 000 voix.
Le scrutin anticipé du 19 juin 2005 marque le vrai retour des socialistes sur la scène politique de la communauté autonome : ils progressent de 221 000 voix, surpassant largement les nationalistes, et obtiennent 25 parlementaires, leur meilleur score en seize ans. Le PSdeG s'associe alors avec le BNG et permet à Emilio Pérez Touriño d'être investi président de la Junte de Galice.
Toutefois, lors des élections autonomiques du 1er mars 2009, la progression du PPdeG et le recul du BNG, associé à la stagnation socialiste, permet le retour du centre-droit au pouvoir avec une majorité absolue de seulement 38 sièges.

### Après 2012: la crise
Sous la conduite de Pachi Vázquez, le PSdeG-PSOE échoue lors du scrutin du 21 octobre 2012. Repassant sous la barre des 300 000 voix, pour la première fois depuis 1981, il se contente de 18 parlementaires. Le secrétaire général démissionne alors et organise l'élection de son successeur par les adhérents. José Ramón Gómez Besteiro, président de la députation provinciale de Lugo, est élu le 7 septembre 2013 avec 77 % des voix, étant ratifié par 95 % des délégués au congrès extraordinaire.
Mis en examen une dizaine de fois, Gómez Besteiro annonce le 11 mars 2016 qu'il ne postulera pas aux primaires pour désigner le prochain candidat à la présidence de la Junte. Il démissionne finalement une semaine plus tard, la direction fédérale du parti installant alors une direction provisoire sous l'autorité de la députée Pilar Cancela. Par la suite, le porte-parole parlementaire José Luis Méndez Romeu, l'ancien député autonomique Xoaquín Fernández Leiceaga et le militant de Vigo Gonzalo Caballero annoncent qu'ils sont pré-candidats aux primaires. Seul Méndez et Leiceaga parviennent à recueillir les parrainages nécessaires pour postuler, et lors du scrutin interne organisé le 28 mai, Leiceaga s'impose par 55,7 % des voix, avec un taux de participation de 65 %.
Lors des élections au Parlement de Galice de 2024, le parti enregistre le pire résultat de son histoire avec un fort recul en perdant cinq points et cinq sièges. Des élections qui ont un écho national puisqu'il s'agit de la première élection autonomique à la suite des élections générales du 23 juillet 2023. Les résultats en Galice fragilisent le gouvernement espagnol en place et le président du gouvernement Pedro Sánchez.

## Secrétaires généraux
| Titulaire                                                            | Dates                                                        | Fonction                                                                                                   |
| -------------------------------------------------------------------- | ------------------------------------------------------------ | --- |
| Modesto Seara (es)                                                   | 6 novembre 1977 – 22 juillet 1979 (1 an, 8 mois et 16 jours) | |
| José Luis Rodríguez Pardo (es)                                       | 22 juillet 1979 – 10 août 1980 (1 an et 19 jours)            | |
| Francisco Vázquez                                                    | 10 août 1980 – 20 juin 1982 (1 an, 10 mois et 10 jours)      | Maire de La Corogne (1983-2006)                                                                            |
| Antonio Rodríguez (gl)                                               | 20 juin 1982 – 13 janvier 1985 (2 ans, 6 mois et 24 jours)   | |
| Antolín Sánchez Presedo (es),                                        | 13 janvier 1985 – 28 janvier 1994 (9 ans et 15 jours)        | Maire de Betanzos (1983-1985) Conseiller aux Travaux publics (1987-1990)                                   |
| Francisco Vázquez, Président de la direction provisoire (02-05/1994) | 5 février 1994 – 10 octobre 1998 (4 ans, 8 mois et 5 jours)  | Maire de La Corogne (1983-2006)                                                                            |
| Emilio Pérez Touriño,                                                | 10 octobre 1998 – 2 mars 2009 (10 ans, 6 mois et 15 jours)   | Président de la Junte de Galice (2005-2009)                                                                |
| Ricardo Varela Président de la direction provisoire                  | 2 mars – 25 avril 2009 (1 mois et 23 jours)                  | Conseiller au Travail (2005-2009)                                                                          |
| Pachi Vázquez                                                        | 25 avril 2009 – 29 septembre 2013 (4 ans, 5 mois et 4 jours) | Maire d'O Carballiño (1995-2005) Conseiller à l'Environnement (2005-2009)                                  |
| José Ramón Gómez Besteiro,                                           | 29 septembre 2013 – 18 mars 2016 (2 ans, 5 mois et 18 jours) | Président de la députation de Lugo (2007-2015) Délégué du gouvernement (03-06/2023)                        |
| Pilar Cancela Présidente de la direction provisoire                  | 18 mars 2016 – 29 octobre 2017 (1 an, 7 mois et 11 jours)    | Secrétaire d'État à la Coopération (2021-2023) Secrétaire d'État aux Migrations (depuis 2023)              |
| Gonzalo Caballero (es)                                               | 28 octobre 2017 – 8 décembre 2021 (4 ans, 1 mois et 9 jours) | |
| Valentín González Formoso (es)                                       | 8 décembre 2021 – 28 avril 2024 (2 ans, 4 mois et 20 jours)  | Maire d'As Pontes de García Rodríguez (depuis 2007) Président de la députation de La Corogne (depuis 2015) |
| José Ramón Gómez Besteiro                                            | Depuis le 28 avril 2024 (10 mois et 14 jours)                | Président de la députation de Lugo (2007-2015) Délégué du gouvernement (03-06/2023)                        |

## Résultats électoraux

### Parlement de Galice
| Année | Chef de file                    | Voix    | %        | #     | Sièges  | Gouvernement                                       |
| ----- | ------------------------------- | ------- | -------- | ----- | ------- | -------------------------------------------------- |
| 1981  | Francisco Vázquez               | 193 456 | 19,62    | 3e    | 16 / 71 | Opposition                                         |
| 1985  | Fernando González Laxe          | 361 946 | 28,86 () | 2e () | 22 / 71 | Opposition (1985-1987) ; González Laxe (1987-1989) |
| 1989  | Fernando González Laxe          | 433 256 | 32,81 () | 2e () | 28 / 75 | Opposition                                         |
| 1993  | Antolín Sánchez Presedo (es)    | 346 831 | 23,89 () | 2e () | 19 / 75 | Opposition                                         |
| 1997  | Abel Caballero                  | 310 508 | 19,72 () | 3e () | 13 / 75 | Opposition                                         |
| 2001  | Emilio Pérez Touriño            | 334 819 | 21,83 () | 3e () | 17 / 75 | Opposition                                         |
| 2005  | Emilio Pérez Touriño            | 555 603 | 33,22 () | 2e () | 25 / 75 | Pérez Touriño                                      |
| 2009  | Emilio Pérez Touriño            | 524 488 | 31,02 () | 2e () | 25 / 75 | Opposition                                         |
| 2012  | Pachi Vázquez                   | 297 584 | 20,61 () | 2e () | 18 / 75 | Opposition                                         |
| 2016  | Xoaquín Fernández Leiceaga (es) | 256 381 | 17,87 () | 3e () | 14 / 75 | Opposition                                         |
| 2020  | Gonzalo Caballero (es)          | 253 750 | 19,39 () | 3e () | 14 / 75 | Opposition                                         |
| 2024  | José Ramón Gómez Besteiro       | 211 361 | 14,07 () | 3e () | 9 / 75  | Opposition                                         |